# Mahalangur Himal

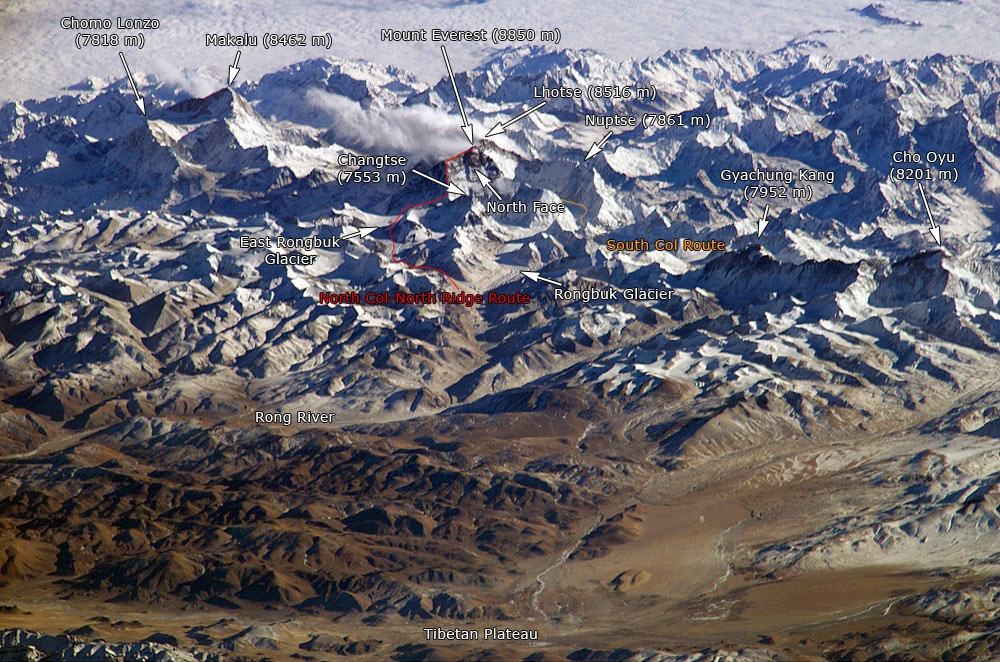
Cordilheira do Himalaia.

Mahalangur Himal  (em nepali:  महालङ्गूर हिमाल) é uma subcordilheira do Himalaia que se estende ao longo da fronteira entre Tibete e Nepal e que se estende a leste do passo de montanha Nangpa La entre Rolwaling Himal e o Cho Oyu, até ao rio Arun. Contém quatro das montanhas com mais de oito mil metros de altitude: Monte Everest, Lhotse, Makalu e Cho Oyu, bem como outros cumes importantes. Pode assim considerar-se a mais alta cordilheira da Terra. No lado tibetano é principalmente drenada pelo Glaciar Rongbuk e pelo Glaciar Kangshung. No lado nepalês encontram-se o Glaciar Ngojumba, o Glaciar Khumbu, e o Glaciar Barun, entre outros.
A região de Khumbu é a mais conhecida parte da cordilheira, em parte porque é o acesso pelo colo sul ao Monte Everest.